# Лисянське лісництво
Ли́сянське лісництво — структурний підрозділ Лисянського лісового господарства Черкаського обласного управління лісового та мисливського господарства.
Офіс знаходиться в селищі міського типу Лисянка Лисянського району Черкаської області.

## Лісовий фонд
Лісництво охоплює ліси східної частини Лисянського району. Загальна площа лісництва — 4601,1 га.

## Об'єкти природно-заповідного фонду
У віданні лісництва перебувають:
- Джерело «Громова вода» — гідрологічна пам'ятка природи місцевого значення,
- Площівський заказник — гідрологічний заказник місцевого значення.